# Хергерсвајлер
Хергерсвајлер (њем. Hergersweiler) општина је у њемачкој савезној држави Рајна-Палатинат. Једно је од 74 општинска средишта округа Зидлихе Вајнштрасе. Према процјени из 2010. у општини је живјело 246 становника. Посједује регионалну шифру (AGS) 7337037.

## Географски и демографски подаци
Хергерсвајлер се налази у савезној држави Рајна-Палатинат у округу Зидлихе Вајнштрасе. Општина се налази на надморској висини од 140 метара. Површина општине износи 1,8 km². У самом мјесту је, према процјени из 2010. године, живјело 246 становника. Просјечна густина становништва износи 137 становника/km².

## Међународна сарадња
| Мјесто | Држава    | Врста сарадње | Од    |
| ------ | --------- | ------------- | ----- |
| Телфес | Аустрија  | партнерство   | 1989. |
|        | Француска | партнерство   | 1985. |
|        | Француска | партнерство   | 1991. |
| Извор  |           |               |       |